# 塔魯卡平查山
14°31′41″S 70°04′04″W / 14.52806°S 70.06778°W
塔魯卡平查山（Taruja Pincha），是秘魯的山峰，位於該國東南部普諾大區，由穆尼亞尼區和波托尼區負責管轄，屬於安地斯山脈的一部分，海拔高度4,800米。